# Џо Думарс
Џо Думарс (енгл. Joe Dumars; Шривпорт, Луизијана, 24. мај 1963) је бивши амерички кошаркаш. Играо је на позицији бека.
На драфту 1985. одабрали су га Детроит пистонси као 18. пика.

## Успеси

### Клупски
- Детроит пистонси:
  - НБА (2): 1988/89, 1989/90.

### Репрезентативни
- Светско првенство:  1994.

### Појединачни
- Најкориснији играч НБА финала (1): 1988/89.
- НБА Ол-стар меч (6): 1990, 1991, 1992, 1993, 1995, 1996, 1997.
- Идеални тим НБА — друга постава (1): 1992/93.
- Идеални тим НБА — трећа постава (2): 1989/90, 1990/91.
- Идеални одбрамбени тим НБА — прва постава (4): 1988/89, 1989/90, 1991/92, 1992/93.
- Идеални одбрамбени тим НБА — друга постава (1): 1990/91.
- Идеални тим новајлија НБА — прва постава: 1985/86.
- НБА спортска личност године (1): 1995/96.